# Oblast Kirowohrad
Die Oblast Kirowohrad (ukrainisch Кіровоградська область Kirowohradska oblast; russisch Кировоградская область Kirowogradskaja oblast) ist eine von 24 Oblasten in der Ukraine. Sie befindet sich im Zentrum der Ukraine. Sie hat 920.128 Einwohner (Anfang 2021; de facto). In der Oblast befindet sich der geographische Mittelpunkt des Landes, die Siedlung Dobrowelytschkiwka. Die Region ist stark landwirtschaftlich geprägt. Nach Umbenennung der Oblasthauptstadt im Jahr 2016 in Kropywnyzkyj ist auch vorgesehen, die Oblast selbst in Oblast Kropywnyzkyj umzubenennen.

## Geographie
Die Oblast Kirowohrad nimmt eine zentrale Lage innerhalb des Landes ein und liegt in der Steppenzone. Sie ist ein überwiegend flacher Teil der Ukraine, die einzige Erhebung ist das Dneprhochland im Westen der Region. Die Oblast Kirowohrad liegt im Schnitt auf der Höhe von 205 Metern über dem Meeresspiegel. Der höchste Punkt liegt auf der Höhe von 269 Metern, der tiefste auf einer Höhe von 196 Metern. Einige kleinere Flüsse fließen durch die Region: Synjucha (mit einer Gesamtlänge durch die Oblast von 67 Kilometern), Tschornyj Taschlyk (120 km), Jatran (23 km), Inhul (116 km), Beresiwka (51 km), Synyzja (36 km), Inhulez (124 km), Welyka Wys (119 km), Tjasmyn (19 km).
10 km südlich der Stadt Dolynska befindet sich der etwa 80 ± 20 Millionen Jahre alte Einschlagkrater von Selenyj Haj.
Im Norden grenzt die Oblast an die Oblast Tscherkassy, im Nordosten an den Dnepr und die Oblast Poltawa, im Osten an die Oblast Dnipropetrowsk, im Süden an die Oblast Mykolajiw und im Westen in kurzen Abschnitten an die Oblast Odessa sowie die Oblast Winnyzja.

## Geschichte
Die Oblast Kirowohrad entstand (als Oblast Kirowograd) am 10. Januar 1939 aus den nördlichen Gebieten der Oblast Mykolajiw. Seinen heutigen Umfang hat das Gebiet seit 1954. In jenem Jahr trat es Rajons an die Oblast Tscherkassy ab und erhielt dafür verschiedene Rajons, die bis dahin zur Oblast Odessa gehört hatten.

## Größte Städte
| Stadt                                                                                     | Ukrainischer Name | Russischer Name | Einwohner 1. Januar 2021 |
| ----------------------------------------------------------------------------------------- | ----------------- | --------------- | ------------------------ |
| Kropywnyzkyj                                                                              | Кропивницький     | Кропивницкий    | 222.695                  |
| Oleksandrija                                                                              | Олександрія       | Александрия     | 077.303                  |
| Switlowodsk                                                                               | Світловодськ      | Светловодск     | 043.931                  |
| Snamjanka                                                                                 | Знам’янка         | Знаменка        | 021.749                  |
| Dolynska                                                                                  | Долинська         | Долинская       | 018.460                  |
| Nowoukrajinka                                                                             | Новоукраїнка      | Новоукраинка    | 016.338                  |
| Hajworon                                                                                  | Гайворон          | Гайворон        | 014.214                  |
| Nowomyrhorod                                                                              | Новомиргород      | Новомиргород    | 010.910                  |
| Bobrynez                                                                                  | Бобринець         | Бобринец        | 010.559                  |
| Mala Wyska                                                                                | Мала Виска        | Малая Виска     | 010.133                  |
| Smoline                                                                                   | Смоліне           | Смолино         | 009.396                  |
| Quellen: Ukrainisches Amt für Statistik, Seiten 26, 27 und Sekundärquelle City Population |                   |                 |                          |

Siehe auch: Liste der Städte in der Oblast Kirowohrad

## Administrative Unterteilung
Die Oblast Kirowohrad ist verwaltungstechnisch in 4 Rajone unterteilt, bis zur großen Rajonsreform am 18. Juli 2020 war sie in 21 Rajone sowie 4 direkt der Oblastverwaltung unterstehende (rajonfreie) Städte unterteilt. Dies waren die Städte Oleksandrija, Snamjanka, Switlowodsk sowie das Verwaltungszentrum der Oblast, die Stadt Kropywnyzkyj.

### Rajone der Oblast Kirowohrad mit deren Verwaltungszentren
| Rajone der Oblast Kirowohrad | Rajone der Oblast Kirowohrad                | Rajone der Oblast Kirowohrad            | Rajone der Oblast Kirowohrad                                                      |
| Deutsche Bezeichnung         | Ukrainische Bezeichnung                     | Verwaltungszentrum                      | Weitere frühere (bis 2020) Rajonzentren und rajonfreie Städte                     |
| ---------------------------- | ------------------------------------------- | --------------------------------------- | --------------------------------------------------------------------------------- |
| Rajon Holowaniwsk            | Голованівський район Holowaniwskyj rajon    | Holowaniwsk (Siedlung städtischen Typs) | Blahowischtschenske, Hajworon, Nowoarchanhelsk, Wilschanka                        |
| Rajon Kropywnyzkyj           | Кропивницький район Kropywnyzkyj rajon      | Kropywnyzkyj (Stadt)                    | Bobrynez, Dolynska, Kompanijiwka, Nowhorodka, Oleksandriwka, Snamjanka, Ustyniwka |
| Rajon Nowoukrajinka          | Новоукраїнський район Nowoukrajinskyj rajon | Nowoukrajinka (Stadt)                   | Dobrowelytschkiwka, Mala Wyska, Nowomyrhorod                                      |
| Rajon Oleksandrija           | Олександрійський район Olexandrijskyj rajon | Oleksandrija (Stadt)                    | Onufrijiwka, Petrowe, Switlowodsk                                                 |

Bis 2020 gab es folgende Rajonsaufteilung:

Karte der Rajone und rajonfreien Städte der Oblast (bis 2020)

| Rajone der Oblast Kirowohrad bis 2020          | Rajone der Oblast Kirowohrad bis 2020               | Rajone der Oblast Kirowohrad bis 2020       | Rajone der Oblast Kirowohrad bis 2020 |
| Deutsche Bezeichnung                           | Ukrainische Bezeichnung                             | Verwaltungszentrum                          | 2020 aufgegangen in                   |
| ---------------------------------------------- | --------------------------------------------------- | ------------------------------------------- | ------------------------------------- |
| Rajon Blahowischtschenske                      | Благовіщенський район Blahowischenskyj rajon        | Blahowischtschenske (Stadt)                 | Rajon Holowaniwsk                     |
| Rajon Bobrynez                                 | Бобринецький район Bobrynezkyj rajon                | Bobrynez (Stadt)                            | Rajon Kropywnyzkyj                    |
| Rajon Dobrowelytschkiwka                       | Добровеличківський район Dobrowelytschkiwskyj rajon | Dobrowelytschkiwka (Stadt)                  | Rajon Nowoukrajinka                   |
| Rajon Dolynska                                 | Долинський район Dolynskyj rajon                    | Dolynska (Stadt)                            | Rajon Kropywnyzkyj                    |
| Rajon Hajworon                                 | Гайворонський район Hajworonskyj rajon              | Hajworon (Stadt)                            | Rajon Holowaniwsk                     |
| Rajon Holowaniwsk                              | Голованівський район Holowaniwskyj rajon            | Holowaniwsk (Siedlung städtischen Typs)     | Rajon Holowaniwsk                     |
| Rajon Kompanijiwka                             | Компаніївський район Kompanijiwskyj rajon           | Kompanijiwka (Siedlung städtischen Typs)    | Rajon Kropywnyzkyj                    |
| Rajon Kropywnyzkyj (bis 2018 Rajon Kirowohrad) | Кропивницький район Kropywnyzkyj rajon              | Kropywnyzkyj (Stadt)                        | Rajon Kropywnyzkyj                    |
| Rajon Mala Wyska                               | Маловисківський район Malowyskiwskyj rajon          | Mala Wyska (Stadt)                          | Rajon Nowoukrajinka                   |
| Rajon Nowoarchanhelsk                          | Новоархангельський район Nowoarchanhelskyj rajon    | Nowoarchanhelsk (Siedlung städtischen Typs) | Rajon Holowaniwsk                     |
| Rajon Nowhorodka                               | Новгородківський район Nowohorodkiwskyj rajon       | Nowhorodka (Siedlung städtischen Typs)      | Rajon Kropywnyzkyj                    |
| Rajon Nowomyrhorod                             | Новомиргородський район Nowomyrhorodskyj rajon      | Nowomyrhorod (Stadt)                        | Rajon Nowoukrajinka                   |
| Rajon Nowoukrajinka                            | Новоукраїнський район Nowoukrajinskyj rajon         | Nowoukrajinka (Stadt)                       | Rajon Nowoukrajinka                   |
| Rajon Oleksandrija                             | Олександрійський район Olexandrijskyj rajon         | Oleksandrija (Stadt)                        | Rajon Oleksandrija                    |
| Rajon Oleksandriwka                            | Олександрівський район Olexandriwskyj rajon         | Oleksandriwka (Siedlung städtischen Typs)   | Rajon Kropywnyzkyj                    |
| Rajon Onufrijiwka                              | Онуфріївський район Onufrijiwskyj rajon             | Onufrijiwka (Siedlung städtischen Typs)     | Rajon Oleksandrija                    |
| Rajon Petrowe                                  | Петрівський район Petriwskyj rajon                  | Petrowe (Siedlung städtischen Typs)         | Rajon Oleksandrija                    |
| Rajon Snamjanka                                | Знам'янський район Snamjanskyj rajon                | Snamjanka (Stadt)                           | Rajon Kropywnyzkyj                    |
| Rajon Switlowodsk                              | Світловодський район Switlowodskyj rajon            | Switlowodsk (Stadt)                         | Rajon Oleksandrija                    |
| Rajon Ustyniwka                                | Устинівський район Ustyniwskyj rajon                | Ustyniwka (Siedlung städtischen Typs)       | Rajon Kropywnyzkyj                    |
| Rajon Wilschanka                               | Вільшанський район Wilschanskyj rajon               | Wilschanka (Siedlung städtischen Typs)      | Rajon Holowaniwsk                     |

## Bevölkerung

### Bevölkerungsentwicklung
Die Oblast wurde im Jahr 1939 gegründet und besteht in heutigem Umfang seit 1954. Bis 1970 gab es ein Wachstum. Seither nimmt die Einwohnerschaft ständig ab. Die städtische Bevölkerung sank seit 1989 um 21,19 %, die Zahl der Bewohner auf dem Land nahm im gleichen Zeitraum um 32,58 % ab. Seit der Jahrtausendwende verlor der Oblast rund 244.000 Bewohner oder 20,99 % der Bevölkerung.
rot: Volkszählungen in der Sowjetunion (bis 1989) und der Ukraine (2001); grün: Schätzungen des Ukrainischen Statistisches Amtes, jeweils 1. Januar

### Volksgruppen und Sprachen
Die Ukrainer stellten bei der letzten Volkszählung 2001 in allen Städten und Rajons eine deutliche Bevölkerungsmehrheit. Der Anteil der Russen, Moldauer, Belarussen und Bulgaren ist seit 1989 erheblich gesunken, während der Anteil der Ukrainer und Armenier deutlich gestiegen ist. Russische Minderheiten leben fast gänzlich in den Städten und den städtischen Vororten.
| Nationalität | Einwohner | 1989 (%) | 2001 (%) | Veränderung (%) |
| ------------ | --------- | -------- | -------- | --------------- |
| Ukrainer     | 1.014.616 | 85,3     | 90,1     | 00−3,1 %        |
| Russen       | 0.083.929 | 11,7     | 07,5     | 0−41,7 %        |
| Moldauer     | 0.008.274 | 00,9     | 00,7     | 0−22,6 %        |
| Weißrussen   | 0.005.550 | 00,8     | 00,5     | 0−42,5 %        |
| Armenier     | 0.002.994 | 00,1     | 00,3     | +340 %,0        |
| Bulgaren     | 0.002.205 | 00,3     | 00,2     | 0−30,0 %        |

Eine klare Bevölkerungsmehrheit spricht Ukrainisch als Muttersprache. Selbst in den Städten benutzen mehr als vier von fünf Ukrainisch als Umgangssprache. Rund 73 % aller Personen mit Russisch als Umgangssprache leben in den vier Städten Kropywnyzkyj (bis 2016 Kirowohrad), Oleksandrija, Snamjanka und Switlowodsk, wo nur 40 % aller Bewohner der Oblast zuhause sind. Alle anderen sprachlichen Minderheiten leben verstreut über die gesamte Oblast.
| Muttersprache | 2001 (%) |
| ------------- | -------- |
| Ukrainisch    | 88,89    |
| Russisch      | 10,02    |